# Nachal Chevron
Nachal Chevron (hebrejsky נחל חברון) je vádí na Západním břehu Jordánu a v jižním Izraeli, v Judských horách a v severní části Negevské pouště.
Začíná na Západním břehu Jordánu v nadmořské výšce okolo 800 metrů, v horské krajině Judských hor na jižním okraji města Hebron, poblíž trasy dálnice číslo 60. Směřuje pak k jihu rychle se zahlubujícím kaňonem. Ze severu obchází město Džata a stáčí se k západu. Prochází potom mezi vesnicemi Bajt Amra a Dejr Razih a míjí izraelskou osadu Otni'el a palestinské město ad-Dhahirija. Sleduje stále přibližně jihozápadní kurz s četnými záhyby v hlubokém údolí s převážně odlesněnými svahy. Vede mezi izraelskými osadami Šim'a a Tene Omarim a vstupuje na území Izraele v jeho mezinárodně uznávaných hranicích. Zde podél vádí vede dálnice číslo 60. Nachal Chevron potom ze západu míjí město Mejtar a uměle vysazený lesní komplex Ja'ar Jatir. Údolí se rozšiřuje a je částečně zemědělsky využíváno. Od severu sem zprava ústí vádí Nachal Sansana s přítokem Nachal Rimon. Východně odtud leží beduínské město Chura, odkud do Nachal Chevron od východu přitéká vádí Nachal Šoket. V následujícím úseku Nachal Chevron vstupuje do převážně ploché polopouštní krajiny. Široké údolí zvané zde Bik'at Chatil je lemováno shluky beduínských osad, z nichž jen osada Um Batin má status oficiálně uznané obce. Od severu sem přitékají vádí Nachal Roš a Nachal Likit. Na dolním úseku Nachal Chevron z východu obchází město Omer, přičemž na protějším břehu se rozkládá beduínské město Tel Ševa. Od severu zprava přijímá Nachal Betarim. Krátce poté Nachal Chevron ústí poblíž archeologické lokality Tel Be'er Ševa zprava do vádí Nachal Be'erševa.